# Aurich-Oldendorf
Aurich-Oldendorf is een dorp in de Duitse deelstaat Nedersaksen. Bestuurlijk maakt het deel uit van de gemeente Großefehn, gelegen in de Landkreis Aurich in Oost-Friesland.
Het dorp is gelegen op de geest die vroeger bekendstond als Hooge Logen. Op deze strook in het midden van Oost-Friesland liggen sommige van de oudste dorpen van de streek. Aurich-Oldendorf wordt voor het eerst vermeld als Aldathorp in een oorkonde uit 1431 van het klooster Aland. In de 13e eeuw bouwde de lokale hoofdeling Ubbo Habben een borg bij het dorp. Van de borg is niets bewaard gebleven.
De dorpskerk dateert uit de 14e eeuw.
- Gemeinsame Normdatei: 4086133-8
- Virtual International Authority File: 235925450